# Alles was recht ist (Film)
Alles was recht ist ist der erste Film der gleichnamigen deutschen Fernsehfilmreihe im Ersten aus dem Jahr 2008. Die Familienkomödie handelt von der eigenwilligen Richterin Lena Kalbach (gespielt von Michaela May), die aufgrund ihrer Aufmüpfigkeit ausgerechnet an das Amtsgericht ihrer Heimatstadt Fulda strafversetzt wird und dort auf alte und neue Bekannte trifft. Nach der vierten Folge kündigte die ARD Degeto 2011 das Aus der Serie an.

## Handlung
Die erfahrene Richterin Lena Kalbach ist am Landgericht in Hessens Metropole Frankfurt tätig. Sie ist eine Frau mit moralischen Prinzipien – und wenn sie diese verletzt sieht, nimmt sie es mit ihren juristischen Pflichten nicht so genau. So etwa, als es dem gewieften Anwalt Teddy Klein gelingt, einen Mandanten mit windigen Methoden frei zu bekommen. Empört verweigert Lena die Urteilsverkündung.
Zur Strafe wird die aufmüpfige Richterin vom Landgericht an ein Amtsgericht versetzt. Ihre sofortige Versetzung erfolgt ausgerechnet in ihre alte Heimatstadt Fulda in Osthessen. Für Lena ein beruflicher wie sozialer Abstieg, hatte sie ihre Heimatstadt vor 30 Jahren doch „der Enge wegen“ verlassen. Hier lebt ihre erwachsene Tochter Nike, die am örtlichen Gericht als Staatsanwältin arbeitet, mit ihrem Mann Johannes und ihren beiden Kindern Clara und Emanuel.
Während Schwiegersohn Johannes und die Kinder sich freuen, ist Tochter Nike nicht gerade begeistert vom unerwarteten Auftauchen ihrer Mutter, zumal Lena wieder in ihr Elternhaus zu Tochter, Schwiegersohn und Enkelkindern einzieht. Die Alt-68erin Lena und ihre traditionsbewusste, strenge Tochter könnten charakterlich kaum unterschiedlicher sein. Als Lena sich dann auch noch in die Erziehung des Teenagers Clara einmischt, nehmen die Spannungen zwischen den beiden ungleichen Frauen weiter zu. Alte Wunden brechen auf und ungelöste Familienkonflikte kommen wieder ans Tageslicht.
Aber auch am Amtsgericht in Fulda sorgt Lena für ungewohnte Unruhe. Während die Kollegen sich fragen, wie lange die Großstadtjuristin wohl durchhält, findet Lena an dem ihr zugeteilten Fall immer mehr Geschmack. Der angesehene und reiche Zeitungsverleger Dr. Jobst Grübel soll wegen Unzurechnungsfähigkeit von seinen Kindern entmündigt werden – und als Anwalt fungiert dabei Lenas „Lieblingsfeind“ Teddy Klein, dem sie die Strafversetzung zu verdanken hat. Keine Frage, dass Lena diesen Fall mit der für sie typischen Eigenwilligkeit untersucht.

## Erstausstrahlung
Der Film wurde am 21. Februar 2008 um 20:15 Uhr im Ersten erstmals ausgestrahlt, 4,7 Mio. Zuschauer sahen den Film.

## Produktion, Drehorte
Der Fernsehfilm ist eine Filmpool-Produktion im Auftrag der ARD Degeto. Er wurde im Juni und Juli 2007 in der über 1260 Jahre alten Barockstadt Fulda und deren Umgebung sowie in Frankfurt a. M. gedreht.
Hauptdrehorte waren unter anderen:
- die gut erhaltene, historische Altstadt Fuldas (Buttermarkt, Friedrichstraße, Heilig-Geist-Platz, Karlstraße)
- das Barockviertel (Fuldaer Dom, Stadtschloss, Bonifatiusplatz, Paulustor, Schloßstraße)
- das barocke Palais Altenstein in der Schloßstraße/Ecke Nonnengasse, welches für die Außendreharbeiten als „Amtsgericht Fulda“ fungierte
- der Museumskeller am Jesuitenplatz, der in der Anfangsszene einen Frankfurter Jazzkeller darstellen soll
- das elterliche Wohnhaus, in das Lena nach ihrer Versetzung einzieht, in der Horaser Straße im gleichnamigen Stadtteil Horas
- als Verlagshaus des Dr. Grübel diente das Originalverlagshaus der ortsansässigen Fuldaer Zeitung in der Frankfurter Straße.

## Kritiken
Die Kritiken zu dieser Komödie fallen recht verhalten aus.
Rainer Tittelbach von tittelbach.tv schreibt: „Eine Alt-68erin im Kampf gegen Kleinmut und Konventionen, die mit frischem Besen durch die Kleinstadt fegt. Das ist eine zwar ausgedachte, aber hübsche Grundidee und serientauglich ist sie allemal. Erst recht, weil Michaela May für die Rolle gewonnen wurde. Schade nur, dass beim Versuch, die Talare ein wenig auszulüften, vergessen wurde, auch die Dramaturgie vom Muff zu befreien. Bei dieser Konstellation dürfte auf jeden Fall mehr drin sein!“
Bei Kino.de ist man der Meinung, dass „Diese Figuren […] viel zu vielschichtig [sind], um bloß einen Film lang zu unterhalten. [...] Die Geschichte (Drehbuch: Kirchmann und Sebastian Andrae) lebt davon, dass beide Ebenen, Privat- und Berufsleben, gleichermaßen reizvoll sind und immer wieder geschickt miteinander verknüpft werden. Dreh- und Angelpunkt ist allerdings die unkonventionelle Richterin. [...] Geradezu hingebungsvoll machen die Drehbuchautoren ihr das Leben schwer. [...] Am schönsten sind jedoch die Wortgefechte zwischen Mutter und Tochter: Hier prallen die Repräsentantinnen zweier gegensätzlicher Lebensentwürfe ähnlich unnachgiebig aufeinander.“
Die Kritiker der Fernsehzeitschrift TV-Spielfilm beurteilen diese TV-Familienkomödie mit Michaela May als trotziger Richterin mit den Worten: „Wer hier einschaltet, wird mit seichtem Stoff nicht unter 90 Minuten bestraft.“

## Fortsetzungen
Der Fernsehfilm wurde ein Jahr später unter dem Titel Alles was recht ist – Die italienische Variante fortgesetzt. Der zweite Teil wurde im Juli 2008 gedreht und war am 7. Mai 2009 um 20:15 Uhr im Ersten erstmals zu sehen.
Der dritte Teil, der unter dem vorläufigen Arbeitstitel Alles was recht ist – Väter im Sommer 2009 abgedreht wurde, kam am 13. Januar 2011 um 20:15 Uhr im Ersten unter dem Titel Alles was recht ist – Väter, Töchter, Söhne zur Erstausstrahlung.
Der vierte Teil wurde schließlich im Sommer 2010 mit dem Titel Alles was recht ist – Sein oder Nichtsein gedreht und am 20. Januar 2011 ebenfalls um 20:15 Uhr im Ersten gezeigt.
4,2 Millionen Zuschauer erreichte die zweite Folge. Im Januar 2011 wurde Folge drei von 3,7 Millionen gesehen, eine Woche später wurden mit dem vierten Teil 4,5 Millionen Zuschauer erreicht. Da die Einschaltquoten unter dem Durchschnitt des Senders lagen, wurde die Serie eingestellt.